# Rénovation du cadre budgétaire et comptable
 (décembre 2012).
Si vous disposez d'ouvrages ou d'articles de référence ou si vous connaissez des sites web de qualité traitant du thème abordé ici, merci de compléter l'article en donnant les références utiles à sa vérifiabilité et en les liant à la section « Notes et références ».
La Réforme du cadre budgétaire et comptable (RCBC) est un ensemble de dispositifs réglementaires ayant vocation à modifier de manière très sensible les règles juridiques ainsi que les méthodes de gestion budgétaire et comptable des EPLE ou établissements publics locaux d'enseignement, soit environ 11 000 collèges et lycées publics de France.
Le projet RCBC a été initié en 2006 par la Direction des Affaires Financières du Ministère de l'Education Nationale (bureau DAF-A3), en association avec la Direction Générale de la Comptabilité Publique du Ministère des Finances (devenue entre-temps Direction Générale des Finances Publiques)
Ces nouvelles règles sont entrées en vigueur le 1er janvier 2013.

## Un cadre budgétaire rénové et simplifié
Jusqu'en 2012, le budget des EPLE était morcelé en de nombreux chapitres de dépenses et de recettes, rendant difficilement lisible la traduction de la politique de l'établissement en matière financière. Ainsi, pour avoir une idée précise des dépenses à caractère éducatif ou pédagogique, il fallait agréger les données contenues dans : le chapitre A1 pour les dépenses pédagogiques sur ressources générales, le A2 pour les dépenses pédagogique sur financements spécifiques, le J1 pour l'enseignement professionnel et technique, le J2 pour les stages en entreprises, le J3 pour les projets pédagogiques divers, le N3 pour les voyages, etc. De la même manière, les charges de fonctionnement générales étaient reparties en 3 chapitres : le B pour les énergies, le C pour l'entretien, le D pour les autres charges de fonctionnement.
Le nouveau cadre est extrêmement simplifié : il supprime les anciens chapitres budgétaires pour les remplacer par cinq grands services qui regroupent les opérations de dépenses et de recettes par grands pôles.

### La section de fonctionnement

#### Les services généraux
- Le service général activité pédagogique (AP) regroupe l'intégralité des opérations financières liées à l'acte d'enseignement : crédits pédagogiques, enseignement technique, voyages, ...
- le service général Vie de l'élève (VE) regroupe les charges qui concernent les aides apportées au élèves sur le plan financiers (fonds sociaux), mais aussi les actions de prévention définies par le CESC ou comité d'éducation à la santé et à la citoyenneté ainsi que le fonds de vie lycéenne. Les crédits de fonctionnement de l'infirmerie et des services de vie scolaires peuvent aussi être imputées dans ce service.
- Le service général Administration et logistique (ALO) relatif aux charges de fonctionnement que l'on retrouvait autrefois dans les chapitres B, C, et D : chauffage, maintenance, contrats de vérification obligatoire, sécurité, administration, communication, ...

#### Les services spéciaux
- Le service spécial Bourses nationales (SBN) est destiné à retraduire l'effort fait par l'État en matière d'aides à la scolarité.
- Le service spécial  Restauration scolaire et hébergement  (SRH) regroupe les recettes et les dépenses liées à l'hébergement des élèves : restauration scolaire et internat.

Le chef d'établissement a la faculté de proposer au conseil d'administration la création d'autres services spéciaux pour gérer des opérations spécifiques qui n'entreraient pas dans les cinq services prédéfinis.

### La section des opérations en capital
À côté de ces services généraux ou spéciaux qui composent La section de fonctionnement, existe une section des opérations en capital qui comptabilise tous les biens durables. Pour être éligible à la section des opérations en capital, les biens concernés doivent avoir une valeur unitaire supérieure à 800 € hors taxes et/ou une durée d'utilisation supérieure à un an.

### Le cas des budgets annexes
De la même manière, le chef d'établissement peut proposer la création de budgets annexes. Ce budgets ont essentiellement pour objet de gérer des services de coopération inter-établissement et dont le siège se trouve au sein d'un établissement. Il peut s'agir des groupements d'établissements pour la formation continue (GRETA), de centres de formation d'apprentis (CFA publics), ou de structures mutualisées : services de paie à façon, cuisines centrales, etc.
La structure d'un budget annexe est encore plus simple que celle du budget principal d'un EPLE : on y trouve une section de fonctionnement comportant un service général unique (sans possibilité de créer des services spéciaux) et une section des opérations en capital.

## De nouvelles modalités de prise en charge des opérations budgétaires
L'organisation des informations financières au sein des services est radicalement différente de ce qui se faisait jusqu'en 2012.
Les prévisions de dépenses au sein d'un service sont regroupées en domaines, et à l'intérieur de ces domaines, elles sont déclinées en activités. Le compte de charge par nature n'apparaît plus dans les documents budgétaire. Il fait uniquement l'objet d'une saisie informatique au moment où la dépense est liquidée.

### Les domaines
Les domaines permettent de regrouper les dépenses par grandes familles. Leur création est à l'initiative de l'EPLE qui a ainsi la faculté de créer un budget correspondant aux spécificités de sa structure. Ainsi, à titre d'exemple, un lycée professionnel spécialisé dans les formations aux métiers du bâtiment pourrait structurer le budget du service Activité pédagogique avec les domaines suivants : menuiserie, plomberie, maçonnerie, etc. À l'intérieur de ces domaines, des codes activité viendraient préciser les différents postes budgétaires : formation initiale, formation continue, apprentissage, etc.
En ce qui concerne les opérations de recettes gérées dans les services, l'utilisation des domaines et activités est facultative. Seule est obligatoire le rattachement de cette dépense à un compte de produits, ce qui permet, en fonction du compte, d'identifier le financeur, et de connaître le poids respectif des différentes ressources de l'établissement : ressources propres, subventions de l'État, subventions de la collectivité locale de rattachement (les régions pour les lycées et les départements pour les collèges, autres financements (dont la taxe d'apprentissage).
La nomenclature prévoit un seul domaine prédéfini : OP-SPE (opérations spéciales) qui doit permettre de retracer les opérations spécifiques liées soit à la fin de l'exercice budgétaire (variation des stocks), soit aux opérations affectant la section des opérations en capital : dotation aux amortissements, sorties d'inventaire, etc.

### Les activités
Les codes activités permettent de préciser la nature ou l'objet d'une dépense, et éventuellement d'une recette. Si la création d'un domaine est faite sans contrainte particulière, celle d'un code activité suit une norme très précise :
- Un code activité est long de 9 caractères au maximum
- Le premier caractère d'un code activité est un chiffre, obligatoirement 0,1 ou 2. Les codes commençant par 0 sont des codes créés par l'EPLE pour répondre à ses besoins propres de suivi analytique. Les codes commençant par 1 sont imposés par l'État et permettent aux services de l'Education nationale de voir comment sont utilisés les crédits qu'ils ont délégués aux établissement. Une nomenclature unique de codes activités "État" s'applique à l'ensemble des EPLE de France. Les codes commençant par 2 sont imposés par la collectivité locale de rattachement dans le même but de pouvoir contrôler l'utilisation des crédits qu'elle transfère aux établissements.

### Les amortissements
Les EPLE ne pratiquaient pas jusqu'à maintenant la technique de l'amortissement comptable. Cette technique a notamment pour but de rendre compte de la perte de valeur des biens d'investissement comptabilisés dans la section des opérations en capital du fait de leur utilisation. La mise en place des amortissements à un impact réel sur le budget de l'établissement, puisqu'il s'agit une charge financière. Toutefois, cette charge budgétaire supplémentaire n'appauvrit pas l'établissement puisque la somme correspondante n'est pas décaissée, mais inscrite sur un compte d'amortissement. Elle reste donc acquise à l'établissement.

## La rénovation de la comptabilité générale

### Un plan comptable rénové
À l'occasion de la mise en œuvre de la RCBC, le plan comptable applicable aux EPLE a été toiletté en profondeur.
Le premier objectif de la mise à jour du plan comptable était de l'adapter et de le rapprocher du plan comptable général. En effet, le plan comptable utilisé avant la réforme datait de 1985, et les EPLE n'ont pas suivi la même évolution que les autres collectivités ou établissements publics. Il y avait donc nécessité d'un rattrapage et d'une convergence.
L'autre but poursuivi était celui d'une simplification du plan comptable notamment à la suite de différents rapports d'inspection, en particulier le rapport 2008 de la Cour des Comptes, qui a pointé un certain nombre de faiblesses dans l'état des comptes des EPLE

## De nouveaux outils au service des établissements

### L'instruction codificatrice M9-6
L'ensemble des consignes ministérielles aux ordonnateurs et aux comptables des EPLE se trouvent synthétisées dans l'instruction codificatrice M9.6. Cette instruction, soumise à l'analyse du CNoCP, a connu trois versions à ce jour :
- version initiale publiée au Bulletin officiel spécial no 1 du 15 janvier 2013
- révision publiée au Bulletin officiel spécial no 2 du 30 janvier 2014
- révision publiée au Bulletin officiel spécial no 4 du 21 mai 2015